# ویلیوت سوئدبرگ
ویلیوت سوئدبرگ (انگلیسی: Williot Swedberg؛ زادهٔ ۱ فوریهٔ ۲۰۰۴) بازیکن فوتبال اهل سوئد است.
وی همچنین در تیم‌های ملی فوتبال زیر ۱۷ و زیر ۱۹ سال سوئد بازی کرده‌است.

## دوران ملی
سوئدبرگ در اولین بازی خود برای تیم ملی فوتبال  زیر ۱۷ سال سوئد در برد دوستانه ۳–۱ مقابل تیم ملی فوتبال زیر ۱۷ سال نروژ در ۱۷ سپتامبر ۲۰۱۹ گلزنی کرد.

## زندگی شخصی
او فرزند فوتبالیست‌های حرفه‌ای بازنشسته، هانس اسکیلسون و مالین سوئدبرگ است.